# Steven Zaillian
Steven Zaillian (* 30. ledna 1953 Fresno) je americký scenárista a režisér. Studoval na Sanfranciské státní univerzitě. Je držitelem mnoha ocenění, včetně Zlatého glóbu a Oscara. Začínal koncem sedmdesátých let jako střihač. Svůj režijní debut s názvem Nevinné tahy natočil v roce 1993. Později natočil ještě filmy Žaloba (1998) a Všichni královi muži (2006). V roce 2016 režíroval sedm z osmi epizod seriálu Jedna noc. Jen jako scenárista se podílel například na snímcích Schindlerův seznam (1993), Gangy New Yorku (2002) a Muži, kteří nenávidí ženy (2011).